# Oh, Sleeper
Oh, Sleeper är ett metalcoreband från Fort Worth, Texas som bildades 2006. De har skivkontrakt med Solid State Records och har släppt fyra album, det senaste Bloodied / Unbowed år 2019.

## Historik
Bandet bildades 2006 av trummisen Ryan Conley, gitarristen Shane Blay och basisten Lucas Starr. Conley och Starr hade spelat i rockbandet Terminal från Mansfield, och Blay hade bland annat medverkat i det progressiva metalbandet Between the Buried and Me från North Carolina. Efter ett tag anslöt sångaren Micah Kinard och rytmgitarristen James Erwin, varpå bandet spelade in sin första EP, The Armored March. Den släpptes i november 2006. Året därpå skrev bandet kontrakt med skivbolaget Solid State Records. Debutalbumet When I Am God släpptes i oktober 2007.
Oh Sleeper har turnerat med band som Demon Hunter, Living Sacrifice och Norma Jean. Deras andra album, Son of the Morning tog sig in på Billboard-listan på plats 120.
Efter att As I Lay Dyings sångare Tim Lambesis dömts till fängelse 2014 bildade de övriga medlemmarna bandet Wovenwar och rekryterade Shane Blay till sångarpositionen. Detta medförde att Oh, Sleeper lades på is en tid. Under slutet av 2018 började man emellertid att släppa ny musik som en försmak av ett nytt studioalbum. Ett antal singlar följde under 2019 innan bandets fjärde skiva Bloodied / Unbowed släpptes i juli samma år.

## Tematik
Oh, Sleeper är ett kristet band. Bandnamnet kommer från en passage i Efesierbrevet i Bibeln.
"Därför heter det: »Vakna upp, du som sover [Oh, Sleeper], och stå upp ifrån de döda, så skall Kristus lysa fram för dig."

## Medlemmar

### Nuvarande medlemmar
- Shane Blay – leadgitarr, sång (2006– ), rytmgitarr (2016–2018)
- Micah Kinard – sång (2006– ), rytmgitarr (2018– ), basgitarr (2016–2018)
- Zac Mayfield – trummor (2010– )
- Seth Webster – basgitarr (2018– )

### Tidigare medlemmar
- Ryan Conley – trummor (2006–2008)
- Lucas Starr – basgitarr (2006–2011, död 2018)
- James Erwin – rytmgitarr (2006–2012)
- Matt Davis – trummor (2008–2010)
- Johno Erickson – basgitarr (2012–2016)
- Nate Grady – basgitarr (2011–2012), rytmgitarr (2012–2016)

## Diskografi[3]

### Studioalbum
- When I Am God (2007)
- Son of the Morning (2009)
- Children of Fire (2011)
- Bloodied / Unbowed (2019)

### EP
- The Armored March (2006)
- The Titan (2013)